# Carson (rivier)
De Carson (Engels: Carson River) is een waterloop in het noordwesten van de Amerikaanse staat Nevada die op twee plaatsen in de staat Californië ontspringt. De rivier is 211 km lang. Het water in het endoreïsch stroomgebied van de Carson mondt uit in de Carson Sink.

## Verloop
De rivier ontspringt op twee plaatsen in het Sierra Nevada-geberte in Californië. De West Fork en East Fork komen samen nabij Minden in Nevada. De rivier stroomt daarna noordwaarts langs Carson City en Dayton. In Churchill County wordt het water opgehouden door de Lahontan Dam, die in 1915 voltooid werd. De dam fungeert als waterkrachtcentrale en zorgt ook voor irrigatiewater. Uiteindelijk stroomt de Carson verder oostwaarts, langs Fallon, waarna ze in de Carson Sink uitmondt.
Al sinds de jaren 1910 wordt er water van de Truckee River naar de Carson afgeleid, stroomafwaarts van de dam, voor gebruik in de landbouw.
De East Fork is een populaire bestemming voor recreatieve vissers, rafters, mountainbikers, jagers en paardrijders.

## Ecologie
In 1940 werd de Noord-Amerikaanse bever heringevoerd in het bekken van de Carson. Bronnen bevestigen dat er in 1892 nog bevers in de bergstroom leefden. Dat de oorspronkelijke bevolking, de Washo, een woord hebben voor 'bever' bevestigt dat.